# Maxwell Reed
Maxwell Reed (* 2. April 1919 in Larne, Irland; † 31. Oktober 1974 in England) war ein britischer Schauspieler.

## Leben
Nach einem Kriegsdienst, einem Schauspielstudium an der Royal Academy of Dramatic Art sowie ersten Bühnenerfahrungen begann Reed im Jahr 1946 seine Filmkarriere. Er erhielt einen Vertrag bei der Rank Organisation und trat vor allem in den 1950er Jahren in zahlreichen britischen Spielfilmen auf, darunter auch Hauptrollen in B-Movies. Er spielte dabei sowohl häufiger Liebhaberrollen als auch charismatische Schurken. Ab Ende der 1950er Jahre arbeitete Reed für einige Jahre hauptsächlich in den Vereinigten Staaten. Zwischen 1957 und 1960 spielte er die Titelrolle des Kapitäns und Südseehändlers Grief in der auf Motiven von Jack London basierenden Abenteuerserie Käpt’n Grief an Bord. Auch agierte er in einigen Spielfilmen wie Noch Zimmer frei sowie in Fernsehserien wie Bonanza und Perry Mason. In den 1960er Jahren erlahmte Reeds Karriere zusehends; bereits 1966 hatte er seine letzten Kinoauftritt in Das Kabinett der blutigen Hände, zwei Jahre später seine letzte Fernsehrolle.
Im Mai 1952 heiratete er Joan Collins, die später mehrfach erklärte, er habe sie bereits vor der Eheschließung als 17-Jährige vergewaltigt. Ihre Ehe wurde 1956 wieder geschieden. Reed verstarb 1974 im Alter von 55 Jahren an einer Krebserkrankung.

## Filmografie (Auswahl)
- 1946: Die Jahre dazwischen (The Years Between)
- 1947: Der perfekte Mörder (Dear Murderer)
- 1947: Die Brüder (The Brothers)
- 1948: Tochter der Finsternis (Daughter of Darkness)
- 1949: Die Rivalin (Madness of the Heart)
- 1950: Auf falscher Spur (The Clouded Yellow)
- 1951: Der Mann in Schwarz (The Dark Man)
- 1951: Die Flamme von Arabien (Flame of Araby)
- 1953: Im Schatten des Korsen (Sea Devils)
- 1953: Jim, der letzte Sieger (The Square Ring)
- 1953: Der Korsar des Königs (Capitan Fantasma)
- 1956: Die schöne Helena (Helen of Troy)
- 1957–1960: Käpt’n Grief an Bord (Captain David Grief, Fernsehserie, 40 Folgen)
- 1961: Bonanza (Fernsehserie, Folge 2x25 The Duke)
- 1961: Piraten von Tortuga (Pirates of Tortuga)
- 1962: Noch Zimmer frei (The Notorious Landlady)
- 1963, 1964: Das große Abenteuer (The Great Adventure, Fernsehserie, 2 Folgen)
- 1964: Perry Mason (Fernsehserie, Folge 7x17)
- 1965: Daniel Boone (Fernsehserie, Folge 2x08)
- 1966: Das Kabinett der blutigen Hände (Picture Mommy Dead)
- 1968: Sherlock Holmes (Fernsehserie, Folge 2x02)